# Rafael Ferro
Rafael Ferro (ur. 6 grudnia 1965 roku w Buenos Aires) – argentyński aktor telewizyjny i filmowy. 

## Filmografia

### Filmy fabularne
- 2011: Medianeras jako Rafa
- 2008: Berlin-Buenos Aires (Die Tränen meiner Mutter) jako Carlos
- 2008: Algo habrán hecho jako Juan Domingo Perón
- 2007: Maradona: Ręka Boga (Maradona, la mano di Dio)
- 2007: Antena (La Antena)
- 2006: Woda (Agua) jako Goyo
- 2005: El Buen destino
- 2005: Nocny obserwator (Ronda nocturna) jako Mario
- 2003: Vida en Marte
- 2003: Aguas argentinas
- 2002: Bolivia jako Borracho

### Telenowele/seriale TV
- 2007: Lalola jako Gaston Zacks
- 2006: El Tiempo no para
- 2006: Bendita vida
- 2006: Zabójczynie (Mujeres asesinas)
- 2004: Epitafia (Epitafios) jako Fernán
- 2004: Tajemnica Laury (Culpable de este amor) jako Román Machado
- 2003: Julia na zawsze (Resistiré) jako Fernando 'Ferchu' León
- 2002: El Precio del poder, El (2002) TV series .... Diego
- 2001: 22, el loco jako Darío Jáuregui
- 2000: Nie kończące się lato (Verano del '98) jako Rafael Baldassari

### Miniseriale TV
- 2004: Epitafia (Epitafios)